# Alienating Our Audience
Alienating Our Audience to album koncertowy amerykańskiej grupy punkowej Mindless Self Indulgence, wydany w październiku 2002 roku.

## Lista utworów
Wszystkie piosenki są autorstwa J. Euringera; wyjątki zostały zaznaczone.
1. "Tornado" (J. Euringer, Lana Moorer, Parish Smith) – 2:06
2. "Thank God" – 2:28
3. "Two Hookers" – 2:34
4. "Revenge" – 2:08
5. "Molly" – 1:49
6. "Like Shit" – 2:17
7. "Diabolical" – 1:40
8. "Last Gay Song" – 2:38
9. "Rip Off" – 1:56
10. "Panty Shot" – 3:13